# Класически градини на Суджоу
Класическите градини на Суджоу (на китайски: 苏州古典园林) са група градини в района на град Суджоу в източен Китай, които през 1997 година са включени в Списъка на световното наследство на ЮНЕСКО.
Те водят началото си от VI век пр. Хр., когато Суджоу е основан като столица на древното царство У, и се развиват през следващите столетия, достигайки класическата си форма през XVIII век. В района са запазени десетки такива градини, като девет от тях са включени в Списъка на ЮНЕСКО, тъй като са смятани за образци на този тип малки паркове.
Деветте градини са:
- Джуоджън юен – „Градината на скромния чиновник“
- Лю юен
- Ваншъ юен – „Градината на майстора на мрежи“, създадена през 1440 г., обновена през XVIII век[2]:с. 175
- Хуансю шанджуан
- Оу юен
- И пу
- Цан лан тин
- Шъ дзъ лин юен
- Туейсъ юен